# Tramontana (automóvil)
El Tramontana es un hiperdeportivo, creado por Josep Rubau e inspirado en los coches monoplaza de carreras de Fórmula 1 y los aviones de combate. Fue desarrollado por a.d. Tramontana en Garrigás (provincia de Gerona, España).  
Fue presentado en el Salón del Automóvil de Ginebra de 2005, fecha de entrada de a.d. Tramontana en el segmento de los superdeportivos de lujo. La misma compañía ha comentado en ocasiones que el proyecto empezó con el objetivo de romper los convencionalismos establecidos en el sector y crear una nueva manera de entender los coches.
La producción se limita a 6 unidades al año, todas ellas bajo pedido previo, debido a que uno de los valores diferenciales del Tramontana Car es que este es totalmente personalizable al gusto del cliente.
Se han fabricado menos de 20 unidades desde los inicios de la marca. 
En 2009, Tramontana introdujo el modelo R, nuevo modelo con diseño de cúpula cerrada. En 2012 se presentó el modelo XTR, el último modelo de la marca. Tramontana no se centra en la producción de modelos distintos sino que ofrece la posibilidad de crear un coche a medida.

## Especificaciones

### Motor y transmisión
El modelo más radical de la marca, está equipado con un motor V12 6.2, 4-Turbo de 888cv, basado en un motor Mercedes-Benz
altamente mejorado. Cuenta con un cambio secuencial de 6 velocidades. Como los anteriores modelos, sigue manteniendo la estructura de motor central y propulsión trasera. Esto permite al coche desarrollar una velocidad máxima de más de 380 km/h y una aceleración de 0 a 100 kilómetros por hora por debajo de los 2.8 segundos. 
Atelier Tramontana lleva a cabo un test riguroso para cada uno de los motores instalados en su planta de ensamblaje.

### Exterior e interior
Atelier Tramontana produce modelos únicos a otro nivel, de hecho, no existen dos unidades iguales. Es la mayor expresión de la excelencia sobre las cuatro ruedas, pura genialidad y puro arte. Cada vehículo es una obra maestra irrepetible, fabricada totalmente a mano. Cada Tramontana es una combinación excepcional de artesanía e ingeniería. Definen su producto como un superdeportivo hecho a medida, donde todos los detalles quedan a disposición del buen gusto de sus clientes habituales.
El Tramontana Car está definido por un chasis monocasco fabricado en fibra de carbono con estructura de nido de abeja de alta resistencia, definido por los mismos parámetros de diseño y seguridad que los empleados en la Fórmula 1 bajo los criterios de la FIA. La rigidez de un chasis siempre es sinónimo de altas prestaciones, especialmente en el mundo de la alta competición, ya que es uno de los factores claves en la dinámica del vehículo, además del sistema de suspensión. El chasis del Tramontana es actualmente el más rígido del mundo, soporta sin deformarse hasta la escalofriante cifra de 40 G, esto significa doce veces la fuerza G que tienen que soportar los astronautas en un lanzamiento espacial. Además, cuenta con al menos 6 diferentes puntos de impacto para absorber el golpe en caso de accidente, lo que le otorga el cumplimiento de la normativa FIA. Esto, en combinación con una carrocería fabricada de fibra de carbono en su totalidad permite reducir el peso de manera drástica.
El estilo exterior está  inspirado en coches de competición monoplazas. Cada curva en la carrocería está meticulosamente calculada y optimizada hasta conseguir generar más de 250 kg de sustentación negativa, al mismo tiempo que le otorga alrededor de 1.3 G de aceleración lateral, lo que le permite un paso por curva a muy altas velocidades.
El coche se fabrica totalmente al gusto del cliente incluyendo distintas opciones aerodinámicas y una puerta de cúpula de apertura vertical que permite acceso al cockpit del vehículo dispuesto en posición tándem, esto último ayuda aún más a la perfecta distribución de masas del vehículo. La empresa incluso realiza un estudio ergonómico del conductor para adaptar el coche totalmente al cliente.
Se puede encontrar la versión monoplaza y biplaza. En el caso de ser esta última, el pasajero va sentado directamente detrás, ligeramente alzado sobre conductor, un estilo que recuerda a los aviones de combate.
El interior está hecho de aluminio, fibra de carbono y piel de altísima calidad. El conductor también tiene la posibilidad de diseñar el interior del vehículo con otros materiales preciosos tales como el oro. Cada Tramontana es producido por primera y última vez, no se permite volver a fabricar uno ya existente por lo que no hay dos iguales.

### Dinámica vehicular
El peso del coche se encuentra en 1268 kg, con una distribución de peso idónea y un centro de gravedad realmente bajo lo cual le permite asentarse realmente bien en las curvas. Utiliza un sistema de suspensión ajustable de triángulos superpuestos Öhlins y frenos de disco carbono-cerámico de 380mm con pinzas de 6 pistones AP Racing. También dispone de un sistema de elevación para adaptarse a las dificultades del terreno. De hecho, es un vehículo que se disfruta también en boxes ya que se puede calibrar al igual que cualquier otro coche de alta competición para ajustarse al trazado del circuito. También dispone de un sistema de elevación para solventar irregularidades del terreno, idóneo para la circulación por ciudad.
Permite controlar un sistema de control de  tracción y ABS ajustable en distintos modos de conducción, desde 0 (control manual) hasta 6.

## Historia
El Tramontana fue diseñado por Josep Rubau, tras una conversación que tuvo con un coleccionista británico sobre como se tenía que recuperar el espíritu del automóvil, el Sr. Rubau, decidió crear el Tramontana Car. presentado en el Salón de Ginebra en 2006, durante los tres primeros años asistieron además a otros eventos exclusivos por todo el mundo donde el éxito fue inmediato. 
Desde el comienzo, la marca mantiene una política de super-confidencialidad y de extrema rigurosidad en el proceso de venta en el momento de elegir al cliente final. Esta inaccesibilidad de la marca hacia el cliente medio, aunque disponga de los recursos suficientes para adquirir el vehículo, ha hecho que la marca gane un gran reconocimiento entre los coleccionistas más selectos. Actualmente se tiene conocimiento de que existen unidades en Europa, América, Emiratos Árabes y China, pero no sobre sus clientes finales ni su ubicación exacta. 
Seguidamente se fabricó una primera serie del Tramontana de ocho exclusivas unidades en las que se podían encontrar ambas versiones del modelo, el GT y el XTR, todas ellas homologadas dentro de la normativa C.E. En 2016 la marca decidió contar con un único modelo con el máximo equipamiento.   
De las ocho unidades producidas, la No.1 fue el vehículo de test de la fábrica que se empleaba para realizar las mejoras dinámicas del vehículo. Las unidades 2 y 3 fueron vendidas en Pekín, La unidad 4 de 8 fue adquirida en Abu Dhabi y la quinta en Alemania. Las dos siguientes unidades fueron destinadas al mercado norteamericano. La última unidad, la 8 de 8 se encuentra actualmente en España, en la sede familiar de la empresa. No se tiene constancia exacta del precio, pero oscilan entre los 800,000€ y 1,100,000€. 
En el presente, la empresa está trabajando en la puesta a punto de las dos últimas unidades, la No.7 y la No.8.

### Tramontana en América
Debido a la gran demanda inicial del modelo en los distintos mercados fuera de Europa, Tramontana decidió expandirse a Estados Unidos en 2006 para atender a la demanda creciente en América. Actualmente dispone sus coches en el estado de Florida. 
Las modificaciones para el mercado americano y el ensamblaje de estos modelos también se realiza en Estados Unidos.